# Sent
Sent (toponimo romancio; in tedesco Sins, desueto) è una frazione di 899 abitanti del comune svizzero di Scuol, nella regione Engiadina Bassa/Val Müstair (Canton Grigioni).

## Geografia fisica
Sent è situato in Bassa Engadina, sul lato sinistro del fiume Inn. Dista 55 km da Davos, 68 km da Sankt Moritz, 112 km da Coira e 186 km da Bellinzona. Il punto più elevato del territorio è la cima del Piz Tasna (3 179 m s.l.m.), sul confine con Ftan.

## Storia
Fino al 31 dicembre 2014 è stato un comune autonomo che si estendeva per 111,61 km² e che comprendeva anche le frazioni di Crusch e Sur En; il 1º gennaio 2015 è stato accorpato al comune di Scuol assieme agli altri comuni soppressi di Ardez, Ftan, Guarda e Tarasp.

## Monumenti e luoghi d'interesse

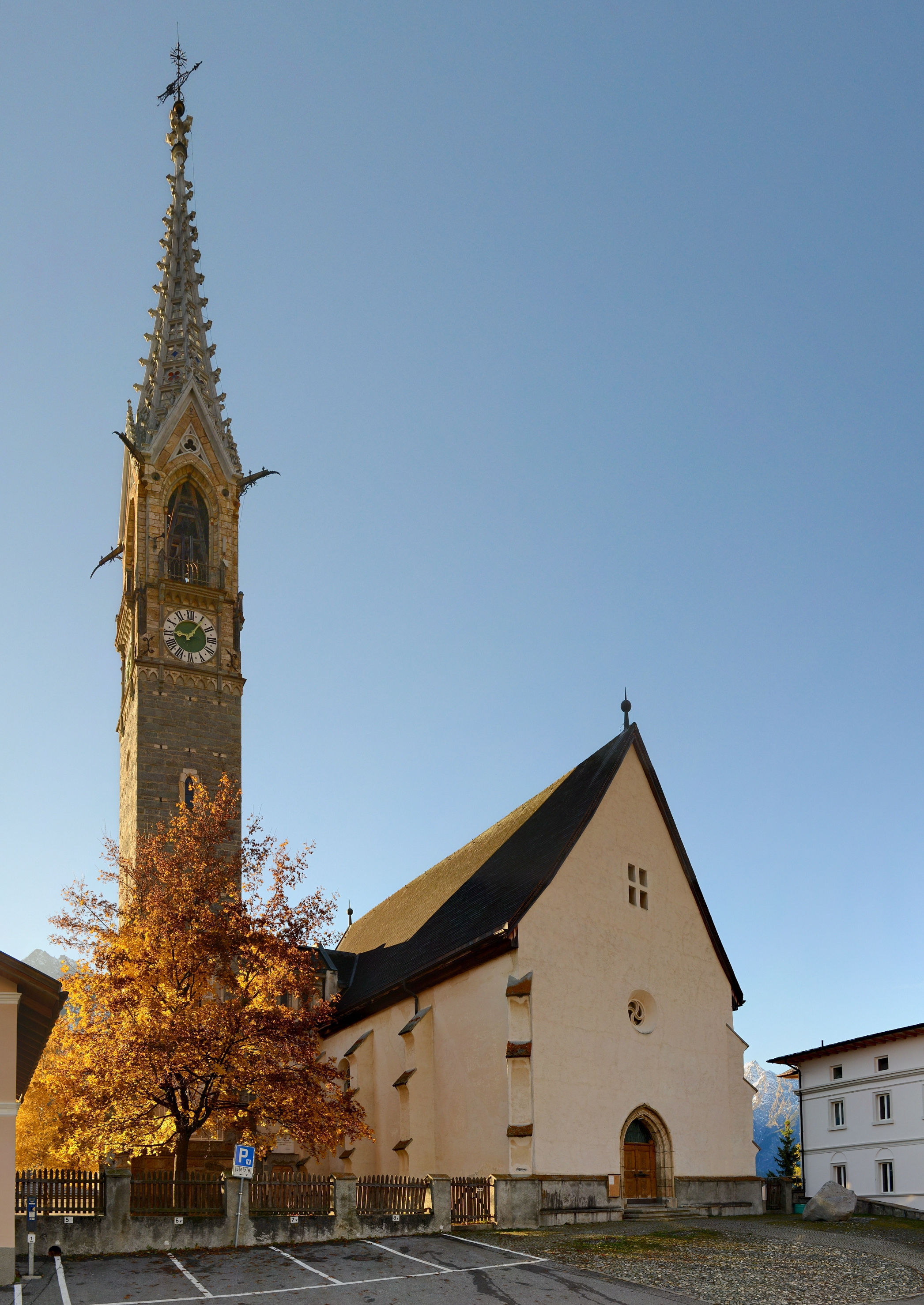
La chiesa riformata

- Chiesa riformata (già chiesa di San Lorenzo), eretta nel XII secolo e ampliata in stile gotico nel 1496 da Andreas Bühler[1];
- Rovine della chiesa di San Pietro, eretta nel XII secolo[1];
- Case con frontoni arcuati in stile barocco, erette tra il XVIII e il XX secolo[1].

## Società

### Evoluzione demografica
L'evoluzione demografica è riportata nella seguente tabella:
Abitanti censiti

## Economia
Sent è una località di villeggiatura estiva e invernale (stazione sciistica).

## Infrastrutture e trasporti
La stazione ferroviaria più vicina è quella di Scuol-Tarasp della Ferrovia Retica, sulla linea Pontresina-Scuol, distante 8,5 km.